# Miřejovice
Miřejovice jsou obec nacházející se v okrese Litoměřice v Ústeckém kraji. Žije v ní 216 obyvatel. Ve vzdálenosti 3 km jižně leží město Litoměřice, 6 km jihozápadně město Lovosice, 13 km severně statutární město Ústí nad Labem a 18 km jižně město Roudnice nad Labem.

## Historie
První písemná zmínka pochází z roku 1322, kdy je Jan Jindřichův z Kamýku, předek Kamýků z Pokratic, koupil od kláštera v Milevsku. Od 1. července 1980 do 31. prosince 1992 byla obec součástí města Litoměřice.
Dne 25. dubna 2018 bylo schváleno usnesením výboru pro vědu, vzdělání, kulturu, mládež a tělovýchovu udělení znaku a vlajky obce.

## Osobnosti
- Martin Sicherl (1914 – 2009), klasický filolog a vysokoškolský učitel

## Obyvatelstvo
|           | 1869 | 1880 | 1890 | 1900 | 1910 | 1921 | 1930 | 1950 | 1961 | 1970 | 1980 | 1991 | 2001 | 2011 |
| --------- | ---- | ---- | ---- | ---- | ---- | ---- | ---- | ---- | ---- | ---- | ---- | ---- | ---- | ---- |
| Obyvatelé | 210  | 190  | 171  | 189  | 194  | 226  | 258  | 174  | 188  | 182  | 165  | 146  | 172  | 189  |
| Domy      | 37   | 42   | 43   | 43   | 44   | 47   | 59   | 52   | 48   | 48   | 51   | 60   | 62   | 72   |

## Sport
V obci byly založeny dva fotbalové kluby, v roce 2007 FC Miřejovice – bývalý dospělý tým Miřejovic a roku 2011 se také vytvořil klub FK Miřejovice, složený z bývalých hráčů FC Miřejovice – dorostenci. Každoročně se konají od roku 2008 v obci tři turnaje, jarní, podzimní a silvestrovský.

## Galerie

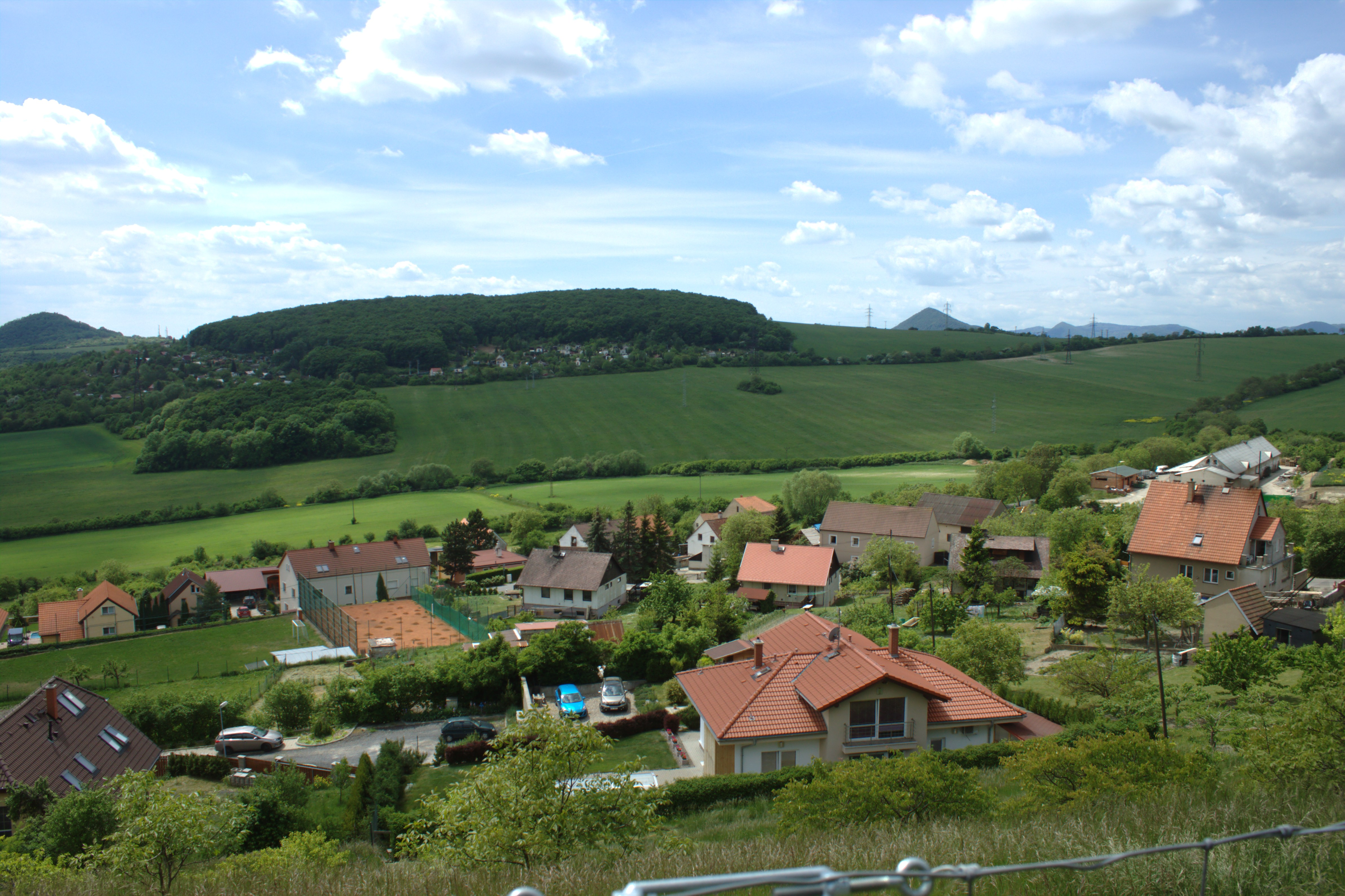
Miřejovice a České středohoří
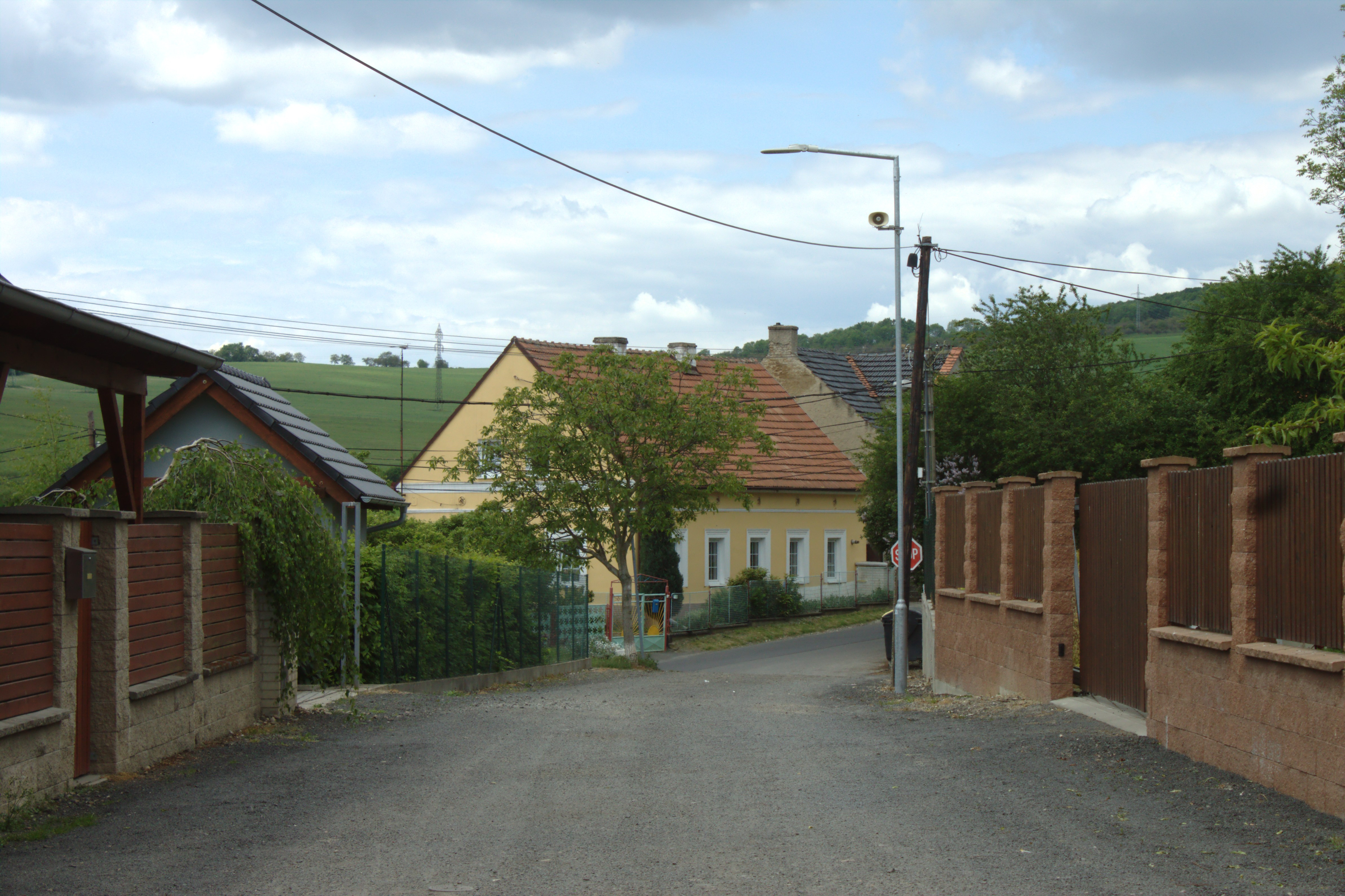
Postranní ulice
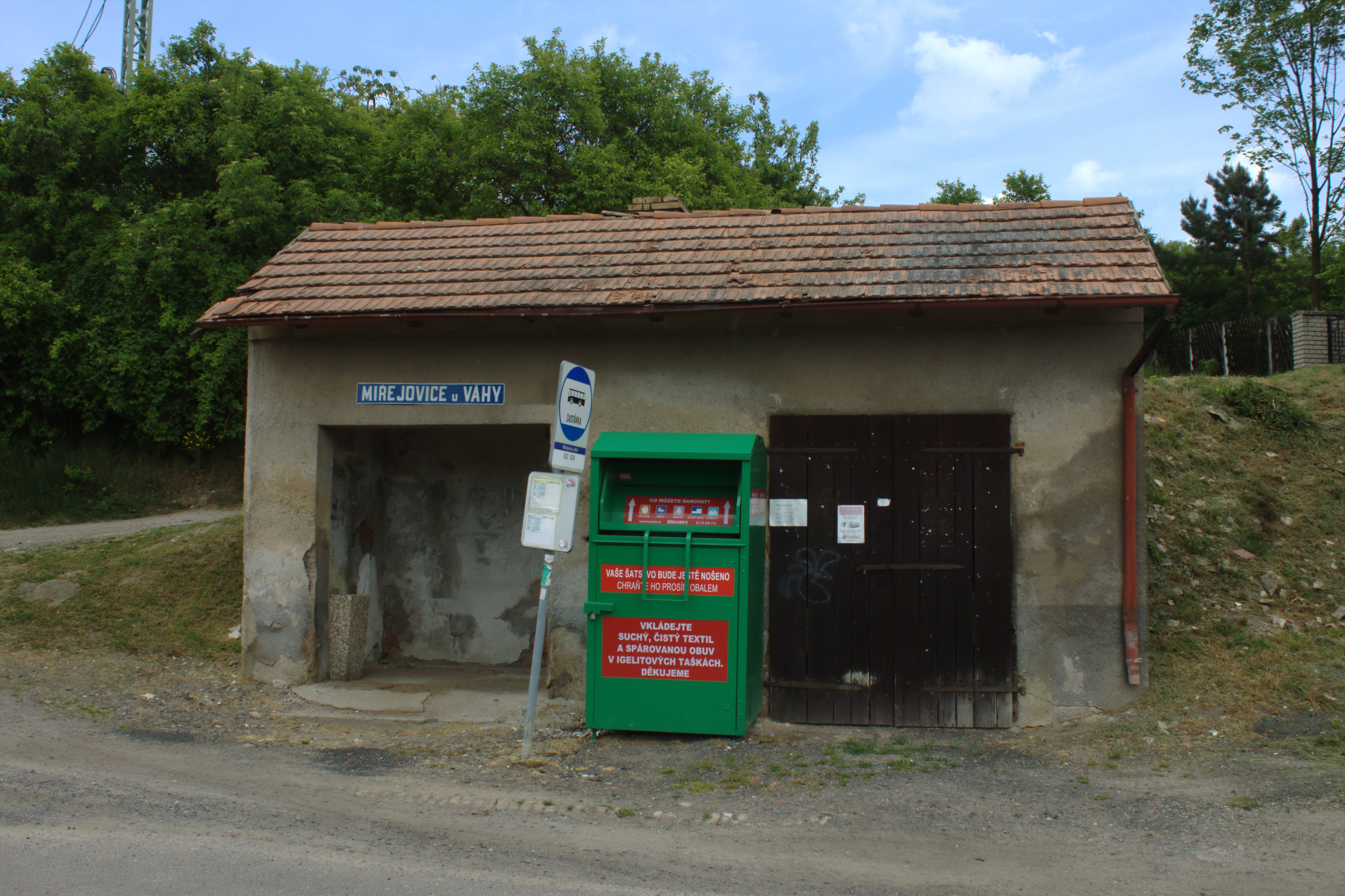
Autobusová zastávka "Miřejovice, u váhy"
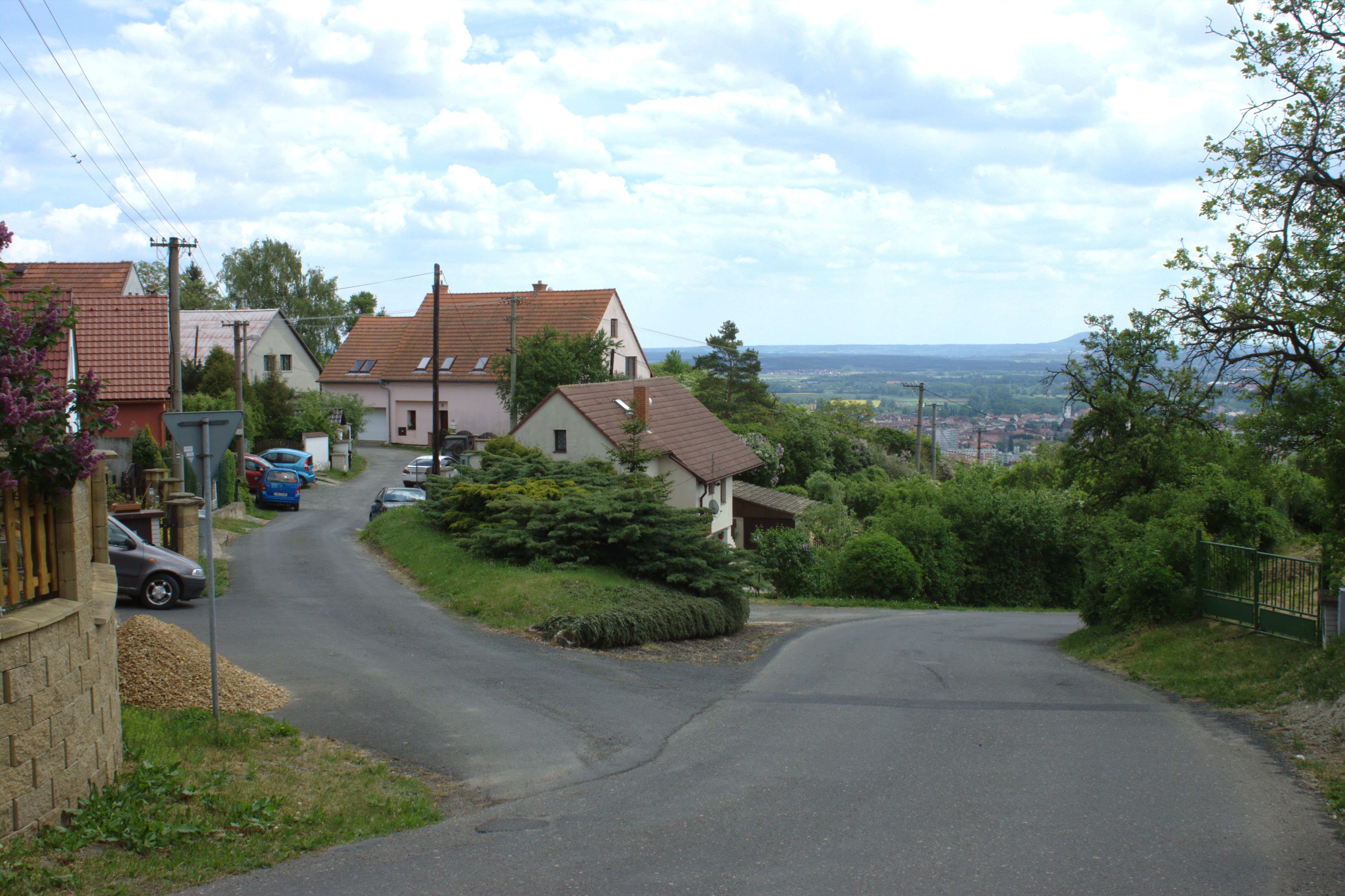
Zatáčka